# 17 avril 1837
Le 17 avril 1837 est le 107e jour de l'année 1837 du calendrier grégorien. Il s'agit d'un lundi. 

## Événements
- Manuel Aguilar Chacón devient président du Costa Rica. Il succède à Joaquín Mora Fernández.
- Dans le cadre de la guerre d'indépendance du Texas, les bricks mexicains Vencedor del Alamo et Libertador s'emparent du navire de guerre texan Independence.
- Pavel Ivanovitch Koutaïzov est nommé membre du Conseil d'État russe. Il en est le 140e membre depuis sa création.

## Naissances
- John Pierpont Morgan, banquier américain né à Hartford dans le Connecticut (mort le 31 mars 1913). Il est le fils du financier Junius Spencer Morgan et de Juliet Pierpont[1].

## Décès
- Jean-Baptiste Henry Collin de Sussy, homme politique français.
- Édouard de Walckiers, banquier bruxellois[2]